# Torcuato Trujillo

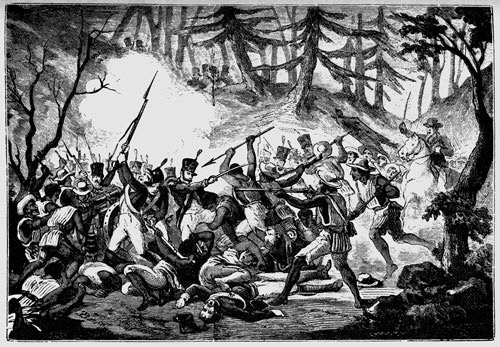
Batalla del Monte de las Cruces.

Torcuato Trujillo y Rodríguez  (Alcalá la Real, Jaén, España, 29 de junio de 1781-Granada, 29 de diciembre de 1839) fue un militar español conocido por su participación en la Batalla de Bailén contra el ejército de Napoleón, y por dirigir a las tropas realistas en la conocida como Batalla del Monte de las Cruces por la independencia de México. 

## Biografía
El joven Trujillo, con el recién adquirido rango de teniente coronel, era el comandante de la provincia de Michoacán. Cuando Miguel Hidalgo proclamó la independencia mexicana el 16 de septiembre de 1810, el virrey Francisco Javier Venegas comisionó a Trujillo para detener el avance de los insurgentes, dado el prestigio del que Trujillo gozaba por su participación en la Batalla de Bailén. La batalla entre las tropas realistas de Trujillo y el ejército insurgente tuvo lugar en el Monte de las Cruces.
Los realistas fueron derrotados, ante el estupor del Gobierno Virreinal, y el ejército de Hidalgo tuvo ante sí la opción de marchar contra Ciudad de México, capital del virreinato de la Nueva España en ese momento. Hidalgo se opuso para sorpresa de todos. Esta retirada fue utilizada en la capital para transformar la derrota de las Cruces de Trujillo en una victoria. Félix María Calleja se encargaría de perseguir a estas tropas insurgentes, por órdenes del virrey, y a marchas forzadas, a los cuales dispersó en Aculco, y luego venció en las cercanías de Zapotlanejo. 